# États d'Aurigny
Island Hall
Les États d'Aurigny (en anglais : States of Alderney) sont le parlement autonome de l'île d'Aurigny et forment le gouvernement de l'île. Ils sont composés d'un président des États et de dix membres élus. Les États d'Aurigny, dépendants des États de Guernesey, envoient deux délégués à Guernesey lors des débats parlementaires à Saint-Pierre-Port.

## Histoire
Les origines des États d'Aurigny sont inconnues, l'institution fonctionne depuis le Moyen Âge ce qui en fait l'un des plus vieux parlements du monde encore en activité.
Après la Seconde Guerre mondiale, moins de 50 % de la population d'Aurigny revient sur l'île. Cette situation conduit le Parlement du Royaume-Uni à débattre sur l'avenir de l'île d'autant que les repères de propriété foncière et les documents officiels sont détruits pendant le conflit et que l'économie locale stagne en raison de l'absence prolongée d'une grande partie des habitants. Le Secrétaire d'État à l'Intérieur du Royaume-Uni James Chuter Ede recommande la « guernesisation » d'Aurigny. En 1948, le Conseil privé de Sa Majesté décide qu'Aurigny redevienne une partie du bailliage de Guernesey. Plus tard dans l'année, les États d’Aurigny et les États de Guernesey votent tous les deux la Loi sur l'application de la législation à Aurigny qui confère en 1949 des pouvoirs aux États de Guernesey en ce qui concerne certains « services transférés ». La loi prévoit également l'élection démocratique d'un président des États d'Aurigny comme chef de l’île en remplacement du juge d'Aurigny en tant que représentant de la Couronne, ce rôle étant désormais exercé par le lieutenant-gouverneur de Guernesey.

## Composition
Les États d'Aurigny forment à la fois le parlement et le gouvernement de l'île d'Aurigny. Ils siègent dans la ville de Sainte Anne. Ils sont constitués de dix membres, élus pour quatre ans et renouvelés par moitié tous les deux ans, afin que l'ensemble du Parlement d'Aurigny soit modifié ou renouvelé sur une période de quatre ans. Un président de la chambre est élu à la tête des États d'Aurigny tous les quatre ans. Il n'y a pas de limite constitutionnelle au nombre de mandats que peut prétendre le président en exercice. 
Le gouvernement d'Aurigny est constitué de trois comités, celui de la politique et des finances, celui des services généraux, et celui de la construction et du développement. Chacun de ces trois comités fonctionne en vertu d'un mandat différent et dispose d'un budget distinct. Des comités supplémentaires sont habituellement formés pour faire face à des domaines spécifiques de la politique et de l'économie. 
Bien que l'île d'Aurigny soit à bien des égards autonome et a toujours eu une grande indépendance informelle, elle fait actuellement partie du bailliage de Guernesey. Les États d'Aurigny envoient deux de ses membres en tant que représentants de l'île d'Aurigny aux sessions de délibérations des États de Guernesey.
Certains services comme celui de la police sont gérés par les États de Guernesey. La Défense et la politique étrangère sont du domaine du Royaume-Uni, par l'intermédiaire du Conseil privé. Selon la coutume, la Couronne britannique ne s'implique pas dans la politique intérieure d'Aurigny, bien que théoriquement, elle en ait la capacité.